# رژه افتخار برلین

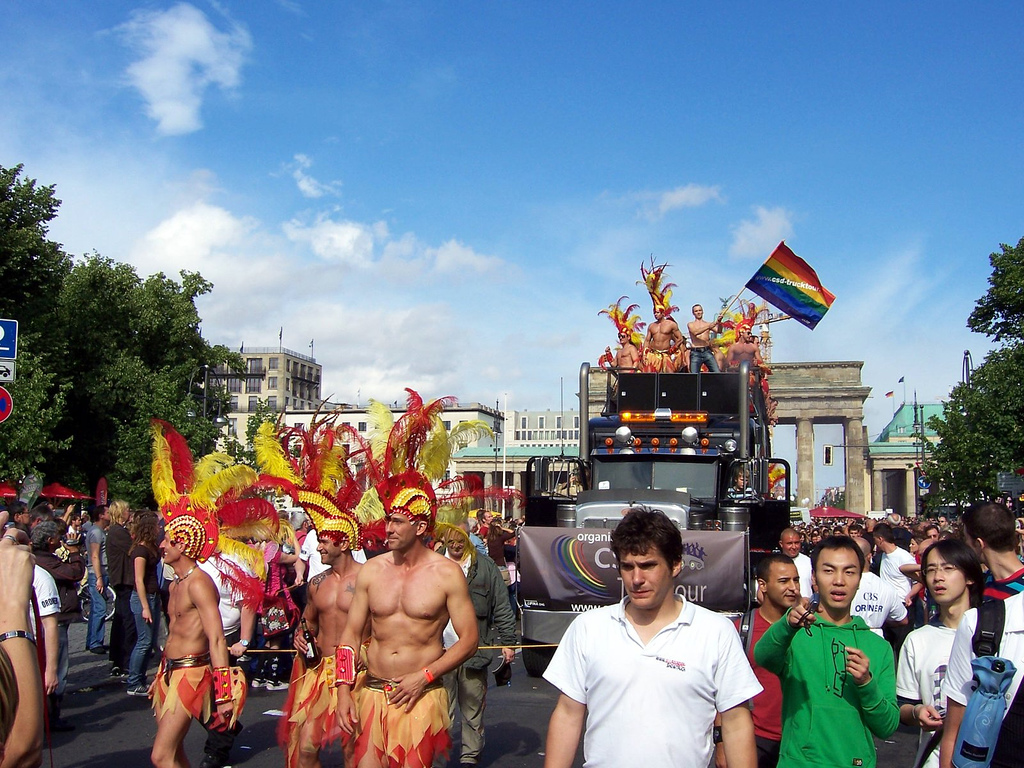
رژهٔ افتخار برلین در ۲۰۰۷

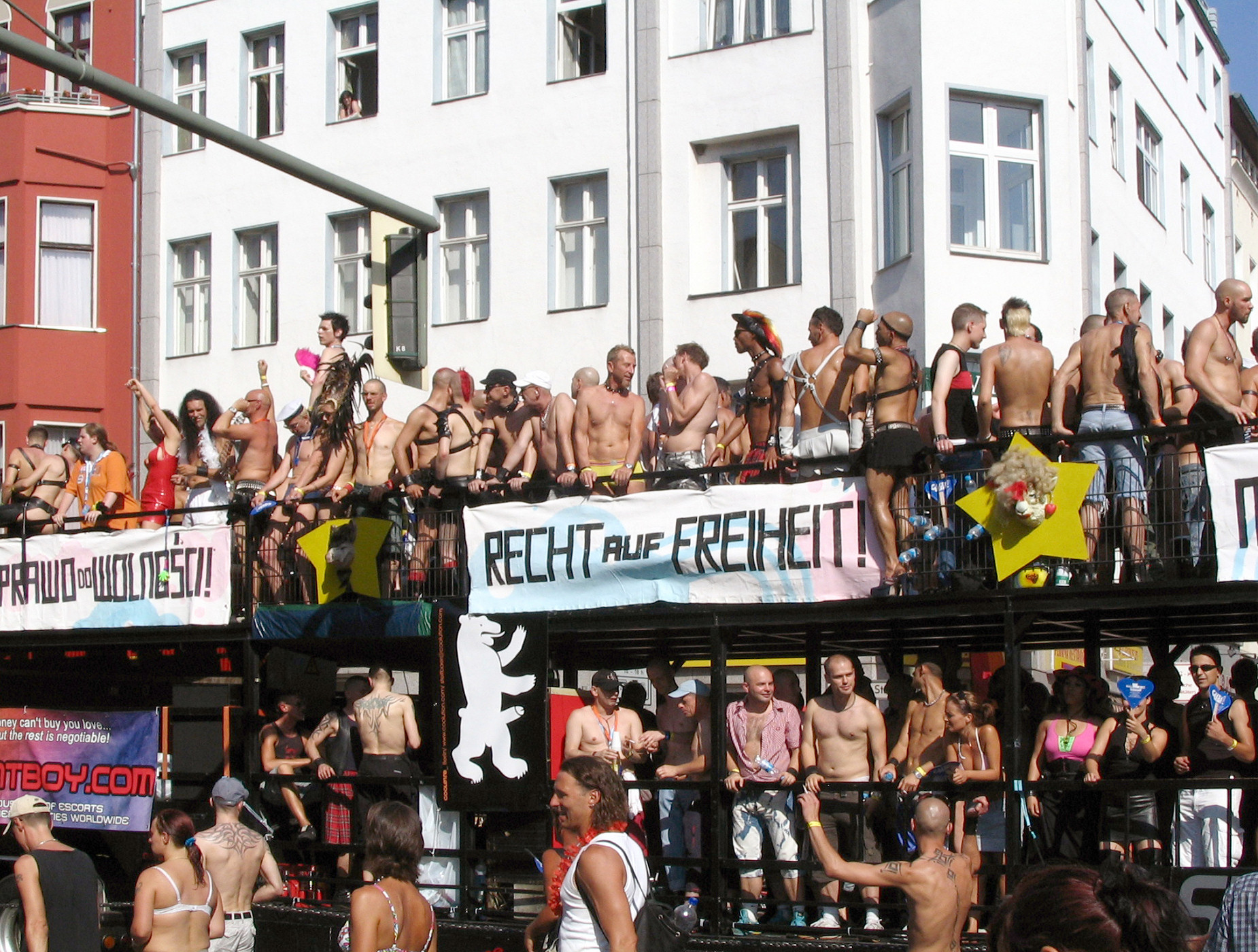
رژهٔ افتخار برلین در ۲۰۰۶

جشن افتخار برلین یا رژه افتخار برلین (به انگلیسی: Berlin Pride Celebration)، همچنین به عنوانِ روز خیابان کریستوفر برلین (به انگلیسی: Christopher Street Day Berlin) یا CSD برلین (به انگلیسی: CSD Berlin) نیز شناخته می‌شود، رژه و جشنواره‌ای است که در نیمۀ دوم ماه ژوئیه هر سال در برلین به عنوان جشن افراد همجنس‌گرای زن، همجنسگرای مرد، دوجنسگرا، و فراجنسیتی (ال‌جی‌بی‌تی) و متحدان آن‌ها برگزار می‌شود. CSD مخفف روز خیابان کریستوفر است. از سال ۱۹۷۹، این رویداد هر سال برگزار می‌شود. جشن افتخار برلین یکی از بزرگ‌ترین رویدادهای سازمان یافتهٔ همجنسگرایان در آلمان و یکی از بزرگ‌ترین‌ها در اروپاست. هدف این جشن رژه برای حقوق برابر و رفتار برابر برای افراد دگرباش جنسی و همچنین برای جشن گرفتن غرور در جامعهٔ دگرباشی جنسی است.